# Johan Kasimir 1. af Anhalt-Dessau
Fyrst Johan Kasimir 1. af Anhalt-Dessau (tysk: Johann Kasimir I., Fürst von Anhalt-Dessau; 17. december 1596 – 15. september 1660) var en tysk fyrste fra Huset Askanien, der var fyrste af det lille fyrstendømme Anhalt-Dessau i det centrale Tyskland fra 1618 til sin død i 1660.

## Eksterne links
- Wikimedia Commons har flere filer relateret til Johan Kasimir 1. af Anhalt-Dessau
- "Slægten Askaniens officielle hjemmeside" (tysk). Arkiveret fra originalen 21. august 2018.

| Johan Kasimir 1.Huset AskanienFødt: 17. december 1596 Død: 15. september 1660 |                                     |                               |
| Titler som regent                                                             |                                     |                               |
| Foregående: Johan Georg 1.                                                    | Fyrste af Anhalt-Dessau 1618 – 1660 | Efterfølgende: Johan Georg 2. |